# Michael Houlie
Michael James Houlie (Ciudad del Cabo, 27 de junio de 2000) es un deportista de Sudáfrica que compite en natación. Ganó una medalla de oro en los Juegos Olímpicos de la Juventud de 2018, en la prueba de 50 m braza, y tres medallas en los Juegos Panafricanos de 2019.